# 蛤蟆塘駅
蛤蟆塘駅（こうばとうえき）は中華人民共和国遼寧省丹東市元宝区にある、中国鉄路総公司（CR）瀋丹線の駅。1907年に開業。瀋陽駅から267kmの位置にある。瀋陽鉄道局所属の四等駅に設定されている。

## 駅周辺
- 丹東市蛤蟆塘中心小学
- 大唐海爾蛤蟆塘分店
- 和平旅店
- 丹東銀行
- 鴻輝旅社

## 隣の駅
中国国鉄
瀋丹線
金山湾駅 - 蛤蟆塘駅 - 沙河鎮駅